# Orion (Comic)
Orion ist ein frankobelgischer Comic, dessen Handlung im antiken Griechenland spielt. Titelheld ist der junge Krieger Orion, der vom Strategen Perikles für die Interessen der Stadt Athen eingesetzt wird.
Jacques Martin schrieb und zeichnete das erste Album. Die zwei nächsten Alben wurden mit Hilfe von Christophe Simon beendet. Mit Le rois des rois wurde eine weitere Geschichte angekündigt, die aber nie erschien. Die Alben wurden nacheinander von Bagheera, Orix und Dargaud veröffentlicht. Später brachte Casterman eine Gesamtausgabe heraus. Erst 13 Jahre nach dem letzten Album kam eine neue Geschichte auf den Markt, die der Neuling Marc Jailloux schrieb und zeichnete.
Im deutschsprachigen Raum gab Carlsen 1992 das erste Album unter dem Titel Der heilige See heraus.
In seinem aus dem Jahr 1996 stammenden Buch Comics schrieb Andreas C. Knigge, dass Orion „kein Erfolg wurde“.

## Alben
- 1. Der heilige See (1990)
- 2. Le Styx (1996)
- 3. Le Pharaon (1998)
- 4. Les Oracles (2011)